# Långgrundet (Singö)
Långgrundet är en obebodd ö i norra Roslagen, Stockholms län, precis norr om Singö.
På öns östra del ligger Långgrundets naturreservat.